# Alectis alexandrina
Alectis alexandrina is een straalvinnige vissensoort uit de familie van de horsmakrelen (Carangidae). De wetenschappelijke naam van de soort is voor het eerst geldig gepubliceerd in 1817 door Geoffroy Saint-Hilaire.